# رولاند هووكس
رولاند هووكس (بالإنجليزية: Roland Hooks)‏ هو لاعب كرة قدم أمريكية أمريكي، ولد في 2 يناير 1953 في بروكلين في الولايات المتحدة.

## وصلات خارجية
- رولاند هووكس على موقع مرجع كرة القدم المحترفة.كوم (الإنجليزية)